# 瞻星腔吻鱈
瞻星腔吻鱈，為輻鰭魚綱鱈形目鼠尾鱈科的其中一種，分布於西南太平洋紐西蘭及新喀里多尼亞海域，屬深海底棲性魚類，深度600-1340公尺，體長可達71公分，棲息在底層水域，生活習性不明，可做為食用魚。